# مطار خاركيف الدولي
مطار خاركيف الدولي (بالأوكرانية: Міжнародний аеропорт "Харків")(إياتا: HRK، إيكاو: UKHH)، هو مطار دولي يقع في خاركيف، أوكرانيا. يخدم المطار مدينة خاركيف ثاني أكبر مدن أوكرانيا.

## شركات وخطوط الطيران

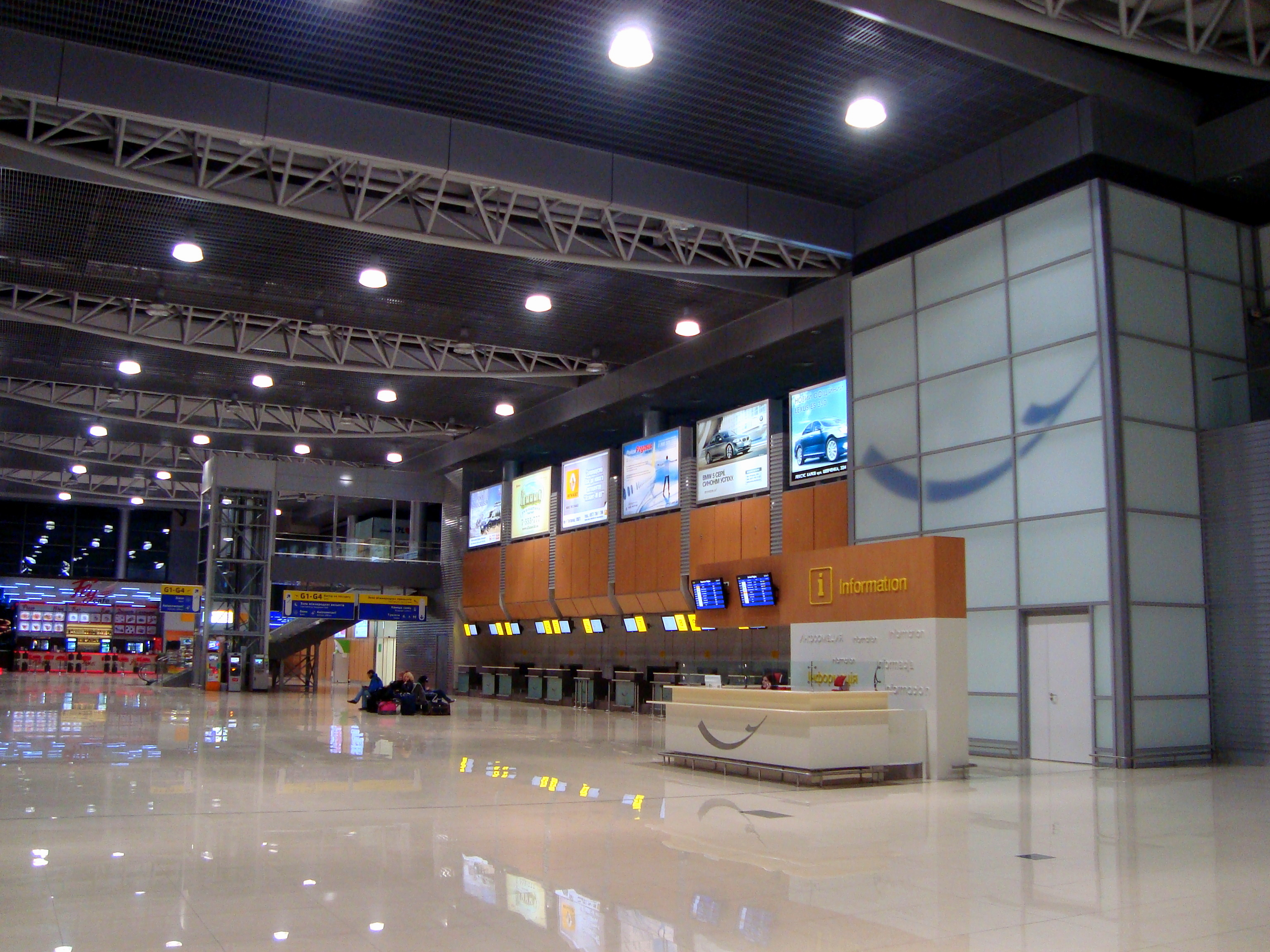
داخل المبنى الجديد

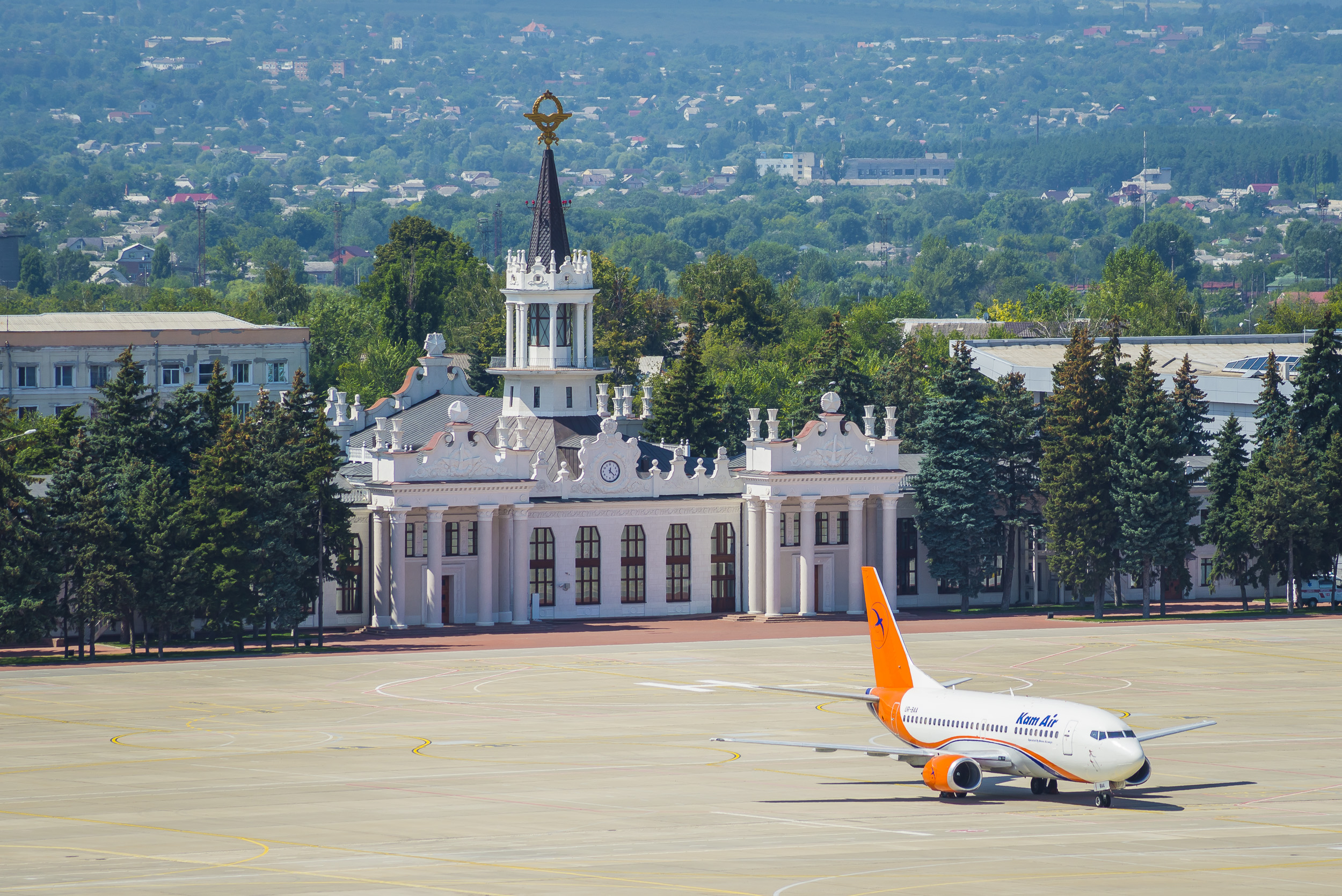
المحطة القديمة

اعتبارًا من 24 فبراير 2022 علقت جميع رحلات الركاب إلى أجل غير مسمى. قبل ذلك كانت شركات الطيران تقوم بتشغيل رحلات من وإلى مطار خاركيف.
| شركـات طيـران                    | الوجهات |
| -------------------------------- | --- |
| Azur Air Ukraine                 | موسمي عارض: مطار أنطاليا، مطار دالامان، مطار شرم الشيخ الدولي |
| خطوط لوت الجوية البولندية        | مطار وارسو فريدريك شوبان |
| خطوط بيغاسوس                     | مطار صبيحة كوكجن الدولي موسمي: مطار ميلاس بودروم |
| سكاي أب                          | مطار براتيسلافا الدولي، مطار فاكلاف هافيل الدولي موسمي: مطار برشلونة الدولي، مطار باطومي الدولي، Burgas، Corfu، مطار لارنكا الدولي، مطار أوديسا الدولي، Rimini، مطار بن غوريون الدولي، مطار تيرانا الدولي، Tivat موسمي عارض: مطار أنطاليا، مطار شرم الشيخ الدولي |
| الخطوط الجوية التركية            | مطار إسطنبول الدولي |
| الخطوط الجوية الدولية الأوكرانية | مطار بوريسبيل الدولي، مطار بن غوريون الدولي موسمي عارض: مطار أنطاليا، Kayseri، مطار شرم الشيخ الدولي |

## إحصائيات
| السنة | المسافرون | نسبة التغير عن السنة الماضية | مجموع أعداد المسافرين عبر مطار خاركيف 2002–2018 (بالآلاف) |
| ----- | --------- | ---------------------------- | --------------------------------------------------------- |
| 2002  | 50,800    | -                            |                                                           |
| 2003  | 64,000    | ▲026.0%                      |                                                           |
| 2004  | 104,500   | ▲063.3%                      |                                                           |
| 2005  | 140,500   | ▲034.4%                      |                                                           |
| 2006  | 201,900   | ▲043.7%                      |                                                           |
| 2007  | 258,400   | ▲028.0%                      |                                                           |
| 2008  | 309,900   | ▲020.0%                      |                                                           |
| 2009  | 196,200   | ▼036.7%                      |                                                           |
| 2010  | 243,200   | ▲024.0%                      |                                                           |
| 2011  | 308,700   | ▲026.9%                      |                                                           |
| 2012  | 501,500   | ▲062.5%                      |                                                           |
| 2013  | 605,000   | ▲020.6%                      |                                                           |
| 2014  | 437,500   | ▼027.7%                      |                                                           |
| 2015  | 373,625   | ▼014.6%                      |                                                           |
| 2016  | 599,700   | ▲061%                        |                                                           |
| 2017  | 806,200   | ▲034.4%                      |                                                           |
| 2018  | 962,000   | ▲019.0%                      |                                                           |